# آمونسن (دهانه)
آمونسن یک دهانه برخوردی در ماه است.

## دهانه‌های اقماری
این دهانه ۱ دهانه اقماری دارد.
| Amundsen | عرض جغرافیایی | طول جغرافیایی | قطر          |
| -------- | ------------- | ------------- | ------------ |
| C        | ۸۰٫۷° S       | ۸۳٫۲° E       | ۲۷٫۰ کیلومتر |